# Cormano
Cormano is een gemeente in de Italiaanse metropolitane stad Milaan (regio Lombardije) en telt 18.305 inwoners (31-12-2004). De oppervlakte bedraagt 4,5 km², de bevolkingsdichtheid is 4497 inwoners per km².
De volgende frazioni maken deel uit van de gemeente: Brusuglio, Molinazzo, Ospitaletto.

## Demografie
Cormano telt ongeveer 7662 huishoudens. Het aantal inwoners daalde in de periode 1991-2001 met 4,3% volgens cijfers uit de tienjaarlijkse volkstellingen van ISTAT.
| Jaar | Inwoneraantal |
| ---- | ------------- |
| 1991 | 18.860        |
| 2001 | 18.056        |

## Geografie
Cormano grenst aan de volgende gemeenten: Paderno Dugnano, Bollate, Cusano Milanino, Bresso, Novate Milanese, Milaan.

## Geboren
- Carlo Facetti (1935), Formule 1-coureur